# Вела (спътник)
Вижте пояснителната страница за други значения на Вела.
„Вела“ е името на група изкуствени спътници в рамките на така наречения проект „Вела“. Проектирани са в САЩ с цел засичане на ядрени експлозии в атмосферата и в космоса през 1960-те години, след като е подписан Договора за частична забрана на ядрените опити.
Проектът „Вела“ започва през 1959 г. със скромен бюджет и завършва 26 години по-късно като успешна и рентабилна космическа програма. Общият брой на сателитите е 12 – по 6 от 2 типа – за изследване на открития космос и по-усъвършенствани, подходящи и за изследване на открития космос и за атмосферата.
Първият сателит от първата група е представен през 1963, а последният – през 1965. Експлоатационният им срок по проект е по 6 месеца, но на практика са свалени след 5 години работа.
Усъвършенстваните сателити „Вела“ са представени между 1967 и 1970, като са имали заложен живот от 18 месеца, а са останали в орбита по 7 години.
Всичките сателити имали апарати за рентгенови и гама лъчи. Енергия получавали от слънчеви батерии с мощност 90 вата при първия тип и 120 при усъвършенстваните.